# Лобановский сельсовет (Курганская область)
Лоба́новский сельсовет — упразднённые административно-территориальная единица и муниципальное образование  со статусом сельского поселения  в Катайском районе Курганской области Российской Федерации.
Административный центр — село Лобаново.

## История
В соответствии с Законом Курганской области от 6 июля 2004 года № 419 сельсовет наделён статусом сельского поселения.
Законом Курганской области от 31 октября 2018 года N 125, Лобановский сельсовет был упразднён, а его территории с 17 ноября 2018 года включена в состав Верхнетеченского сельсовета.

## Население
| 1989 | 2002 | 2010 | 2012 | 2013 | 2014 | 2015 |
| ---- | ---- | ---- | ---- | ---- | ---- | ---- |
| 677  | ↘506 | ↘314 | ↘298 | ↘281 | ↘255 | ↘252 |
| 2016 | 2017 | 2018 | 2019 |      |      |      |
| ↘235 | ↘231 | ↘219 | ↘217 |      |      |      |

## Состав сельсовета
| № | Населённый пункт | Тип населённого пункта       | Население |
| - | ---------------- | ---------------------------- | --------- |
| 1 | Басказык         | деревня                      | ↘55       |
| 2 | Лобаново         | село, административный центр | ↘247      |
| 3 | Новая Белоярка   | деревня                      | ↘12       |